# Blumenau
Blumenau es un municipio brasileño situado en el estado de Santa Catarina, a orillas del río Itajaí-Açu. Blumenau limita con los municipios de Jaraguá do Sul, Massaranduba, Pomerode, Indaial, Guabiruba, Luís Alves y Gaspar.
Fue fundada en 1850 por el alemán Dr. Hermann Bruno Otto Blumenau, (junto con Blumenau se radicó Fritz Müller colega de estudio de Charles Darwin, con quien mantuvo una nutrida correspondencia) dando así el nombre de la ciudad. Su llegada fue a través de un barco a vapor (actualmente en exposición en el barrio "Ponta Aguda") que exploraba la región navegando por el río Itajaí, acompañado por otros 17 colonos alemanes. Blumenau llegó el 2 de septiembre de 1850, y dividió las tierras en lotes para que los colonos construyeran las famosas casas "enxaimel" o de tipo Fachwerkhaus (vivienda con paredes entramadas), distintivo de la ciudad.
Hoy, el municipio es famoso por mantener las costumbres alemanas de sus colonizadores. Tanto el turismo histórico como el ecológico son atractivos de la ciudad. Su principal actividad económica es la industria textil, donde se hallan industrias de gran tamaño como "Cia Hering e Karsten", pero en los últimos tiempos Blumenau se encamina a transformarse en un polo de la informática.
En Blumenau se localiza la "FURB" (Fundación Universidad Regional de Blumenau), importante en el estado. Con respecto al deporte, Blumenau es sede de dos clubes de fútbol: "Club Atlético Metropolitano" y "Blumenau Esporte Clube". La "AD Hering" participa en la temporada 2014 de la Liga Futsal, considerada una las mejores competiciones de futsal del mundo.
La población de Blumenau está conformada en mayor parte por descendientes de alemanes, seguido por italianos, polacos y portugueses.

## Geografía
Blumenau está localizada en el Valle de Itajaí, con un relieve muy accidentado, con sus características sierras y valles.
El Clima en Blumenau se considera subtropical, un clima de transición entre el clima tropical, predominante en Brasil y el clima templado que prevalece en  Uruguay. No sólo Blumenau sino también todo el estado de Santa Catarina se encuentra totalmente al sur del Trópico de Capricornio, por lo tanto, es relativamente frío en invierno (frío para los estándares brasileños), mientras en verano las temperaturas suele ser muy altas, alrededor de 35 °C. La temperatura media en invierno es 16 °C, con mínimas que pueden bajar hasta los 3 °C. En verano la temperatura promedio es 31 °C que puede alcanzar los 40 °C. La menor temperatura registrada en Blumenau fue -2,6 °C[cita requerida] y la mayor fue 43 °C[cita requerida].
| Mes                                                                                 | Ene   | Feb   | Mar   | Abr   | May   | Jun   | Jul   | Ago   | Sep   | Oct   | Nov   | Dic   |
| ----------------------------------------------------------------------------------- | ----- | ----- | ----- | ----- | ----- | ----- | ----- | ----- | ----- | ----- | ----- | ----- |
| Máxima temperatura °C                                                               | 30    | 31    | 29    | 27    | 24    | 21    | 21    | 22    | 22    | 25    | 27    | 29    |
| Baja temperatura °C                                                                 | 20    | 21    | 20    | 17    | 15    | 12    | 12    | 13    | 15    | 16    | 18    | 19    |
| La precipitación media (mm)                                                         | 170,0 | 194,6 | 151,9 | 108,2 | 106,7 | 104,0 | 104,4 | 131,3 | 122,1 | 165,8 | 135,6 | 173,0 |
| Fuente: Weather Underground Archivado el 8 de diciembre de 2008 en Wayback Machine. |       |       |       |       |       |       |       |       |       |       |       |       |

## Historia
Antes de la colonización europea, la región estaba habitada por los indígenas káingangs y xoklengs, que fueron expulsados de sus propias tierras por los colonos alemanes. En los años siguientes nuevas corrientes de inmigrantes llegaron de Alemania, y comenzaron a dedicarse a la agricultura. En 1860, el Dr. Blumenau vendió sus tierras para el Gobierno Imperial.
Blumenau se tornó la colonia alemana más próspera de Brasil. Allí los inmigrantes alemanes se desarrollaron rápidamente y de forma organizada. Al final del siglo XIX comenzaron a llegar a la región también inmigrantes italianos, que también influyeron en la cultura de la ciudad.
En el siglo XX la ciudad pasó por un proceso de urbanización, dejando de ser exclusivamente agrícola. Hoy en día Blumenau es una ciudad moderna, con casi 300.000 habitantes. La región donde se encuentra Blumenau, Valle de Itajaí y alrededores, está compuesta por otras 14 ciudades y tiene la mayor concentración de alemanes en Brasil. La mezcla de la cultura alemana y brasileña es la marca de la ciudad.
Como curiosidad, hay que destacar que Blumenau está hermanada desde 1989 con la ciudad española de Badajoz.

## Social
Blumenau tiene un alto índice de vehículos en circulación, llegando prácticamente a haber un auto cada dos habitantes. También tiene un alto índice de accidentes de tránsito, con un promedio de 15 accidentes por día (de acuerdo a los registro del Departamento de Tránsito).
El sistema de transporte público está compuesto por 6 terminales urbanas, con 97 líneas de ómnibus, y fue basado en el sistema de transporte de Curitiba. Ambos son de referencia internacional.
La ciudad de Blumenau tiene uno de los mayores índices de desarrollo humano del país, siendo el quinto mayor del estado.

### Orquesta de Cámara de Blumenau
Blumenau posee una orquesta de cámara de renombre internacional llamada Orquestra de Câmara de Blumenau (abreviado OCBLu).
Fue fundada en 1981 por Norton Morozowicz y Leopoldo Kohlbach.
La sede de la orquesta es el Teatro Carlos Gomes (fundada en 1860), que se encuentra situada en el centro de la ciudad sobre la calle 15 de Novembro.

La Orquesta de Cámara de Blumenau ha realizado alrededor de 700 conciertos nacionales e internacionales, y ha grabado un total de 10 LP y 6 CD.

### Oktoberfest

Vista nocturna del centro de la ciudad

Para más detalles, vea Oktoberfest de Blumenau.
La Oktoberfest, cuyo significado es la "Fiesta de Octubre", fue creada en 1984 para aumentar el ánimo de la población que había pasado por la peor inundación de su historia el año anterior.
Es una de las fiestas folclóricas más populares del Brasil, y una de las mayores fiestas de la cerveza en el mundo, inspirada por la homónima Oktoberfest de Múnich, la Oktober tiene como atractivo principal el Concurso de Chopp en Metro y los desfiles por la calle XV de Novembro.

## Atracciones de la ciudad
- Museo Glaspark - Cristales.

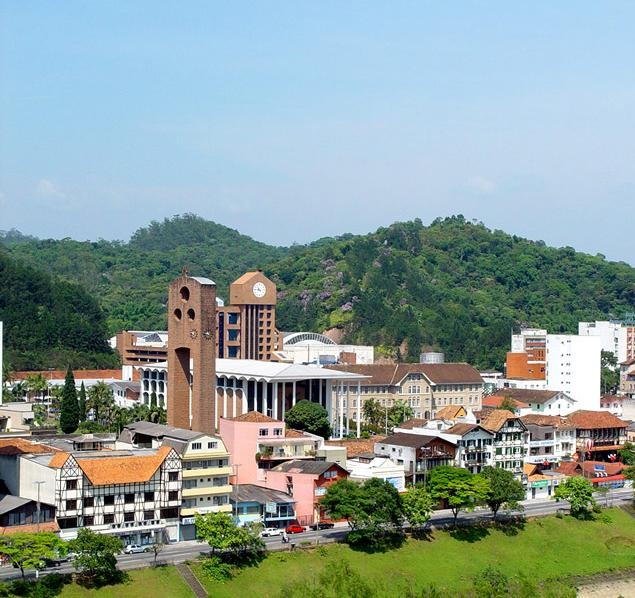
Torres de la catedral (I) y de uno de los tres centros comerciales (D) de la ciudad

- Museo de la Familia Colonial - Una casa construida en 1864. Con objetos que pertenecían a los primeros colonos alemanes de la región.
- Museo de Ecología Fritz Müller - Una casa construida en 1867.
- Museo de la Cerveza
- Parque Ecológico Artex - Con 5 300 ha de Mata Atlántica.
- Parque Ecológico Spitzkopf - Con una superficie de 0,5 ha de Mata Atlántica, piscina natural, cascadas y arroyos. Dentro del parque se encuentra uno de los puntos culminantes de Blumenau: el Cerro Spitzkopf.
- Antiguo puente de hierro sobre el río Itajaí
- Vapor Blumenau 1
- Café Hause - Cafetería tradicional alemán
- Restaurante Frohsinn - Restaurante tradicional de comida alemana